# Taikai
Taikai (jap. 大会 (1) zjazd, kongres; (2) konferencja, konwencja; (3) turniej, zawody sportowe) – tu w znaczeniu: impreza organizowana w ramach konkretnego stylu japońskich sztuk walki (budō), w celu integracji swoich entuzjastów. Zwykle jest to impreza zamknięta, lecz mogą jej towarzyszyć otwarte dla innych seminaria (szkolenia) lub pokazy. Podczas taikai, korzystając z obecności zaproszonych mistrzów danego stylu często organizuje się egzaminy na kolejne stopnie mistrzowskie i uczniowskie.